# 豪瑟凱布靈山

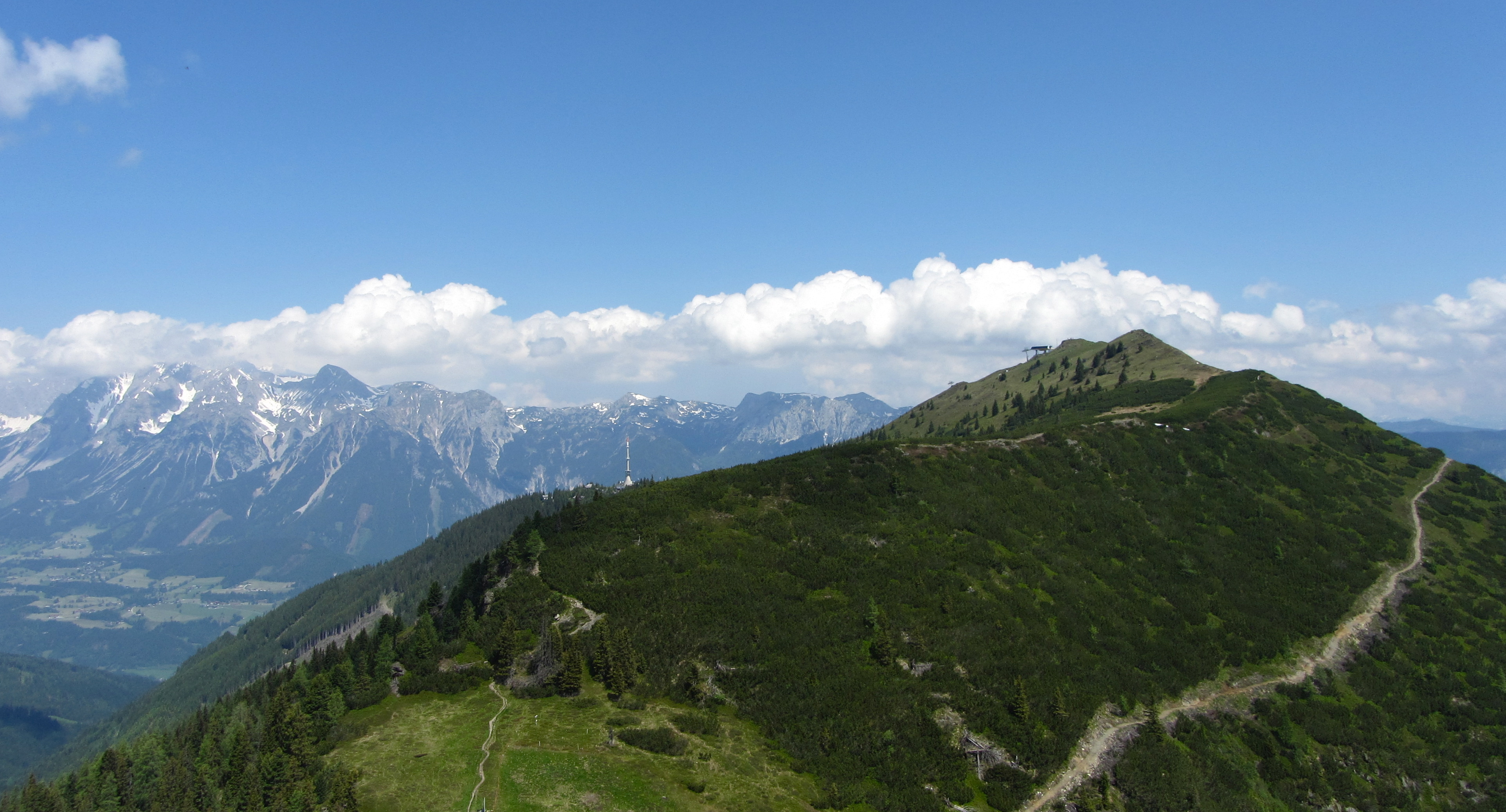

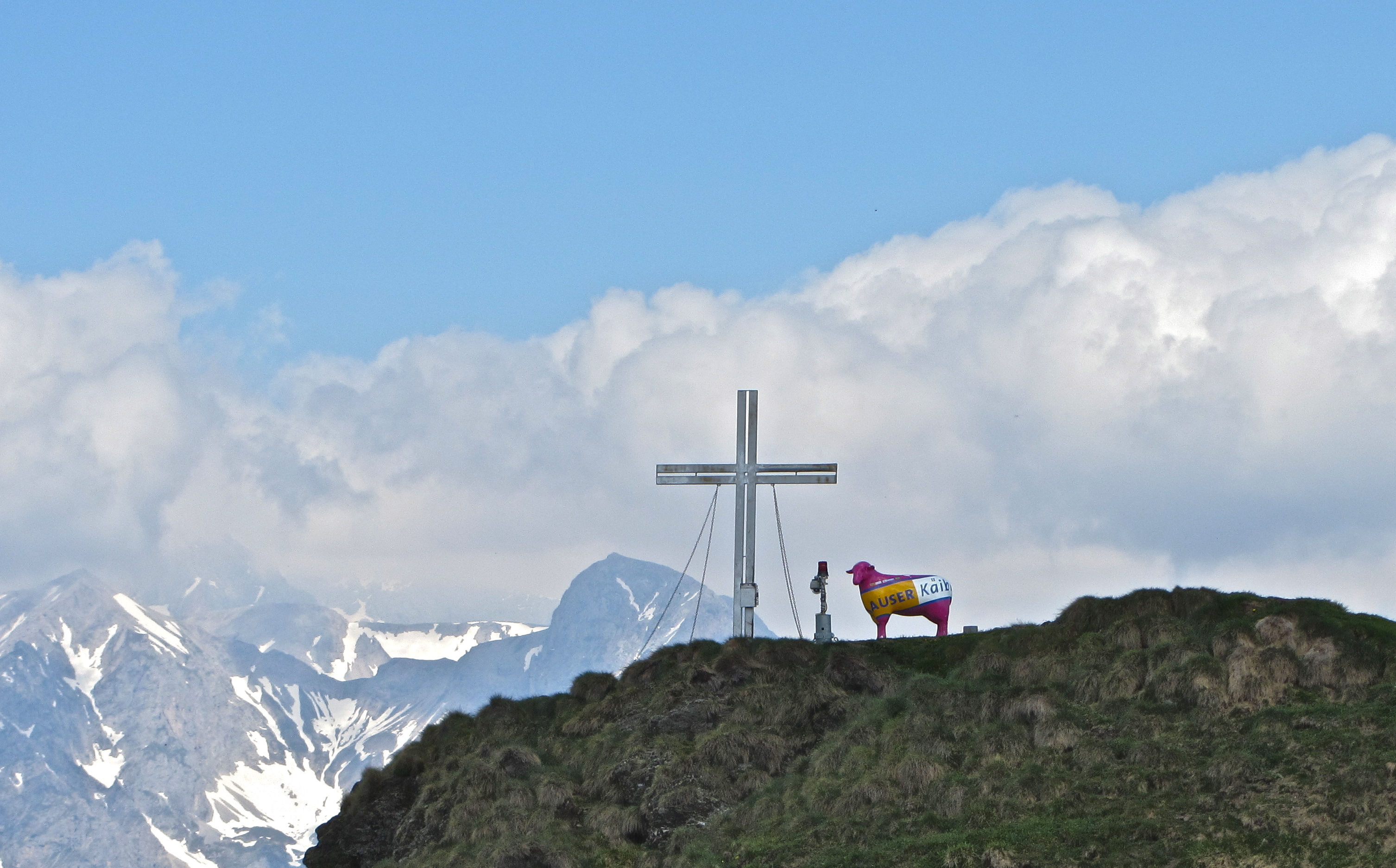

47°22′25″N 13°46′43″E / 47.37361°N 13.77861°E
豪瑟凱布靈山（德語：Hauser Kaibling），是奧地利的山峰，位於該國東南部，由施泰爾馬克州負責管轄，屬於施拉德明陶恩山脈的一部分，海拔高度2,015米，每年平均降雨量2,029毫米。